# Norlins
Norlins är en sånggrupp med frikyrklig bakgrund från Stöde som formades under 1960-talet. Gruppen bestod av nio syskon: Sven-Olof, Lars, Samuel, Stefan, Jan-Ola, Hans-David, Ingrid, Tommy och Elisabeth Norlin.

## De första skivorna
Under syskonens uppväxt hade sången och musiken varit en central del, mycket på grund av deras frikyrkliga uppväxtmiljö. Ända sedan de var små fick de tillsammans med sina föräldrar Sven och Märta Norlin sjunga och spela i olika sammanhang under resor i Skandinavien. År 1966 fick de göra sin första skivinspelning, en EP-skiva med titeln Därför sjunger vi. Den sången hade skrivits av deras äldste bror Leif, som dog 1963, 23 år gammal, efter en kort tids sjukdom. Två ytterligare EP-skivor följde och dessa tre samlades senare till en LP-utgivning.

## Familjen flyttar till Stöde
År 1968 flyttade familjen till Stöde i Medelpad och började mer och mer organiserat att sjunga och spela och blev engagerade i allt större sammanhang. Vartefter kom syskonen att mer och mer åka ut på egen hand för att sjunga och spela. Man använde moderna elförstärkta instrument och hade en countrygospel-influerad stämsångsbaserad stil.
År 1972 fick gruppen möjlighet att på skivmärket Interdisc spela in en LP-skiva i Sveriges Radios studio i Stockholm. LP:n fick namnet GoGoGospel och distribuerades bland annat via Tempos varuhuskedja (dåvarande Åhléns) i hela landet.
Samma år gav man ut ytterligare en LP-skiva, Kärlekens lov, inspelad i EMI Studios i Skärmarbrink, på det egna skivmärket Clav. Syskongruppen Norlins första TV-framträdande 1971 var i det kristna sångprogrammet från Björngårdsvillan i Göteborg. Deras sång hördes även i radioprogram som Våra favoriter med Gnesta-Kalle, Frukostklubben med Sigge Fürst och ett flertal lokala sändningar. Därefter följde även framträdande i Sveriges magasin som var SVT:s dåvarande caféprogram.
Intensivt turnerande i Sverige följde och 1974 kom LP:n Sprid lite värme. Den spelades in i Kumla i "Kvarnstudion" där man bland annat anlitade musiker i "Country Road" som fick göra bakgrunderna och den skivan fick en stark countryprägel.

## USA-turné 1975
År 1975 fick Norlins göra en månadslång turné i USA. Tillsammans med Stig Östlund som turnéledare besöktes bland annat New York, Memphis, Houston, Dallas och El Paso och Los Angeles. Uppträdanden ägde rum i olika kyrkor och även i radio och TV. I samband med denna turné gav man ut samlingsskivan New Swedish Gospel med engelska titlar och några nyinspelade spår där Stig sjöng tillsammans med syskonen.
Samlings-LP:n Våra Favoriter gavs ut samma år. Detta följdes av framträdande i TV:s Nygammalt.

## Samarbete med Jan Sparring
Ett givande samarbete inleddes 1976 med den kristne sångaren Jan Sparring som utmynnade i en skivutgivning senare samma år, som fick titeln På samma spår. Den spelades in i Marcus Österdahls studio i Solna. Skivan fick ett fint mottagande och såldes i cirka 50 000 exemplar.
Därefter påbörjades arbetet med en ny skivinspelning med Norlins som gavs namnet Sången och glädjen. Bruno Glenmarks studio anlitades och han förmedlade kontakt med Anders Glenmark som gjorde arrangemangen. Den skivan blev lite poppigare i stilen med brass-inslag och många gitarrslingor.
Ungefär samtidigt knöts Jan Sparring till skivbolaget CBS som därefter ville ge ut en skiva med konstellationen Jan Sparring och Norlins och så gjordes LP:n En värld med sång i samma studio. Båda LP-skivorna kom ut under 1977.

## Tommy förolyckas
Samma år drabbades syskonen av en tragisk förlust av den yngste brodern Tommy som omkom i en trafikolycka. Han var den i gruppen som skrev många sånger och framförde dem som solist. Efter denna händelse trappades turnerandet ner, men så småningom utökades samarbetet med Jan Sparring och sommaren 1978 genomfördes bland annat en folkparksturné i ungefär 30 folkparker med besök på de stora scenerna på Liseberg i Göteborg och Gröna Lund i Stockholm. Tillsammans gjorde de också TV-framträdanden i Nygammalt och Café Sundsvall.

## Hyllningsskiva till brodern Tommy
En samlings-LP kom år 1979 då man återutgav de flesta engelskspråkiga sångerna. Den skivan fick heta Oh happy day och blev samtidigt en hyllning till deras bror Tommy.
Syskonen fortsatte att turnera om än i litet mindre skala dels med Jan Sparring, dels på egen hand. År 1979 började arbetet med ännu en LP-inspelning. Svenska folkets vackraste läsarsånger byggde på en omröstning i Hänt i Veckan. De mest önskade läsarsångerna spelades in och Lennart Sjöholm stod för arrangerandet och inspelningen gjordes på Soundtrade i Solna. Året därpå kom LP:n Härlig är jorden. Till sin hjälp med producerande och arrangemang valde man även denna gång att engagera Lennart Sjöholm. Inspelningarna gjordes i Europa Films studios. LP:n innehöll bland annat en version av Eurovisionsvinnaren 1979, Israels bidrag "Halleluja" och på den medverkade även Jan Sparring. Ytterligare en LP-inspelning med Jan Sparring och Norlins kom ut. Den spelades in år 1983 i gruppens egen skivstudio i Sundsvall, och fick namnet På nya spår.

## Elisabeths soloskiva
År 1983 spelade gruppens kvinnliga solist Elisabeth, in ett soloalbum med titeln En framtid utan slut. Den spelades till största del in i gruppens egen skivstudio. Skivan innehöll några nyskrivna låtar samt flera översättningar av amerikanska original som bland annat Eagles "I can't tell you why", och Anne Murrays "Sunday School to Broadway".
Låtskrivare var bland annat Ingemar Olsson (Hemma är med dig), Roland Utbult (En dag) och Per-Erik Hallin (Vilken värld det skall bli). Dessutom skrevs ett flertal texter av Elisabeth själv och hennes man Kjell Hådén. Musikproducent var Thomas Östberg och lokala Sundsvallsmusiker användes.

## TV-serien Gospelsånger
En gospelsångsserie producerades 1983–1985 i TV av Hans Edler där Norlins medverkade tillsammans med bland annat Samuelsons, Mia Marianne och Per Filip, Nils Börge Gårdh, Curt & Roland, Jan Sparring med flera. Dessa sånger gavs även ut på en skivserie med fyra volymer. Norlins medverkade på Gospelsånger III och Gospelsånger IV.
Den sista LP-skivan gjorde syskonen Norlin år 1985. Den fick namnet Lova Herren. På den medverkar även den yngre generationen Norlinare, ett tiotal kusiner i åldrarna 5–17 år som sjunger på ett par spår.
Efter 1986 har Norlins framträtt tillsammans vid ett fåtal tillfällen, men ägnar sig fortfarande åt sång och musik i olika sammanhang.
På 2000-talet fortsätter sånggruppen i mindre skala, och minst 5 eller 6 syskon deltar. Nu 50-årsjubilerar de tillsammans och musicerar. Bland annat kom de med i kanal 10:s program 2013.

## Diskografi

### EP-skivor
- Därför sjunger vi 1966
- Den sjungande familjen 1967
- Du hör tonen 1969

### Singlar
- "Jesus be a Fence" / "Det finns ett land" 1972
- "Kärlekens lov" / "Balladen om Josefs son" 1972

### Samlingsalbum
- The Singing Family 1966-1970
- New Swedish Gospel 1972-1975
- Våra favoriter 1966-1976
- Oh Happy Day 1972-1974

### Album
- GoGoGospel 1972
- Kärlekens Lov 1972
- Sprid lite värme 1974
- Sången och glädjen 1977
- Härlig är jorden 1980
- Lova Herren 1985
- Sköna människor 2009 (mini album)

### Album tillsammans med Jan Sparring
- På samma spår 1976
- En värld med sång 1977
- Svenska folkets vackraste läsarsånger 1979
- Ingrid & Jan Sparring sjunger tillsammans
- På nya spår 1983

### Singlar tillsammans med Jan Sparring
- "Halleluja" / "Just den sången" 1980

### LP-skivor tillsammans med andra sångare
- Mera andlig sång och musik 1970
- Åter julens klockor ringa 1978
- Gospelsånger III 1985
- Gospelsånger IV 1985

### Elisabeth Norlins solo-album
- En framtid utan slut 1983